# الاتحاد العربي السعودي لكرة الطاولة
تأسس الاتحاد العربي السعودي لكرة الطاولة في عام 1956 تحت مسمى «اللجنة العربية السعودية لتنس الطاولة» وفي عام 1979، صدر قرار الرئيس العام لرعاية الشباب بتغيير المسمى إلى الاتحاد السعودي للتنس وتنس الطاولة بعد أن أسند إليه تولي شؤون لعبة التنس الأرضي بالإضافة إلى لعبة تنس الطاولة ثم في عام 1993 صدر قرار الرئيس العام لرعاية الشباب بفصل لعبة تنس الطاولة عن لعبة التنس الأرضي في اتحادين مستقلين كل اتحاد يشرف على لعبته وأصبح مسماه «الاتحاد السعودي لكرة الطاولة».

## عضويات الاتحاد
- عضو بالاتحاد العربي لكرة الطاولة منذ عام 1956.
- عضو بالاتحاد الأسيوي لكرة الطاولة منذ عام 1974.
- عضو بالاتحاد الدولي لكرة الطاولة منذ عام 1976.
- عضو «اللجنة التنظيمية لدول مجلس التعاون لكرة الطاولة» منذ عام 1977.

## تنظيم البطولات
ينظم الاتحاد السعودي لكرة الطاولة سنويًا مجموعة من البطولات سواء على مستوى المناطق والمحافظات أو بطولات المملكة، وكذلك ينظم دوري عام للممتاز والدرجة الأولى.